# Bedeng Ss
Bedeng Ss is een bestuurslaag in het regentschap Rejang Lebong van de provincie Bengkulu, Indonesië. Bedeng Ss telt 1196 inwoners (volkstelling 2010).